# Changes Tour
Changes Tour — майбутній четвертий концертний тур канадського співака Джастіна Бібера на підтримку його майбутнього п'ятого студійного альбому Changes (2020). Тур повинен розпочатися 14 травня 2020 року в Сіетлі на стадіоні Сенчурі Лінк Філд і завершиться 26 вересня 2020 року на стадіоні Мет-Лайф Стедіум в Іст-Ратерфорді по завершенню 45 шоу.

## Анонс
В останній квартал 2019 року, особливо в грудні, Джастін Бібер почав анонсувати у своїх соціальних медіа повернення у музику. 20 грудня Бібер написав твіт, анонсувавши дещо на 24 та 31 грудня 2019 року, а також 3 та 4 січня 2020 року. Спочатку він опублікував відео на YouTube, де анонсував випуск свого п'ятого студійного альбому протягом 2020 року, випуск першого синглу з цього альбому «Yummy» 3 січня 2020 року та перші дати його нового концертного туру.

## Дати туру
| Дата             | Місто            | Країна                                 | Місце               | Починає концерт      | Заповненість залу | Доходи           |
| Північна Америка | Північна Америка | Північна Америка                       | Північна Америка    | Північна Америка     | Північна Америка  | Північна Америка |
| ---------------- | ---------------- | -------------------------------------- | ------------------- | -------------------- | ----------------- | ---------------- |
| 14 травня 2020   | Сіетл            | Сполучені Штати Америки                | Сенчурі Лінк Філд   | Кейлані Джейден Сміт | —                 | —                |
| 17 травня 2020   | Портленд         | Мода-центр                             | —                   | Кейлані Джейден Сміт | —                 |                  |
| 19 травня 2020   | Сакраменто       | Golden 1 Center                        | —                   | Кейлані Джейден Сміт | —                 |                  |
| 22 травня 2020   | Санта-Клара      | Левайс Стедіум                         | —                   | Кейлані Джейден Сміт | —                 |                  |
| 26 травня 2020   | Сан-Дієго        | Pechanga Arena                         | —                   | Кейлані Джейден Сміт | —                 |                  |
| 29 травня 2020   | Пасадена         | Роуз Боул                              | —                   | Кейлані Джейден Сміт | —                 |                  |
| 2 червня 2020    | Лас-Вегас        | Т-Мобайл Арена                         | —                   | Кейлані Джейден Сміт | —                 |                  |
| 5 червня 2020    | Глендейл         | Стейт Фарм Стедіум                     | —                   | Кейлані Джейден Сміт | —                 |                  |
| 9 червня 2020    | Солт-Лейк-Сіті   | Вівінт-Смарт-Гоум-арена                | —                   | Кейлані Джейден Сміт | —                 |                  |
| 13 червня 2020   | Денвер           | Бронкос Стедіум ет Майл-Хай            | —                   | Кейлані Джейден Сміт | —                 |                  |
| 16 червня 2020   | Лінкольн         | Pinnacle Bank Arena                    | —                   | Кейлані Джейден Сміт | —                 |                  |
| 19 червня 2020   | Чикаго           | Солджер-філд                           | —                   | Кейлані Джейден Сміт | —                 |                  |
| 21 червня 2020   | Міннеаполіс      | Таргет-центр                           | —                   | Кейлані Джейден Сміт | —                 |                  |
| 24 червня 2020   | Мілвокі          | American Family Insurance Amphitheater | —                   | Кейлані Джейден Сміт | —                 |                  |
| 27 червня 2020   | Арлінгтон        | AT&T стадіон                           | —                   | Кейлані Джейден Сміт | —                 |                  |
| 30 червня 2020   | Новий Орлеан     | Смуті-Кінг-центр                       | —                   | Кейлані Джейден Сміт | —                 |                  |
| 2 липня 2020     | Х'юстон          | NRG-Стедіум                            | —                   | Кейлані Джейден Сміт | —                 |                  |
| 6 липня 2020     | Канзас-Сіті      | Sprint Center                          | —                   | Кейлані Джейден Сміт | —                 |                  |
| 8 липня 2020     | Талса            | BOK Center                             | —                   | Кейлані Джейден Сміт | —                 |                  |
| 11 липня 2020    | Нашвілл          | Nissan Стедіум                         | —                   | Кейлані Джейден Сміт | —                 |                  |
| 13 липня 2020    | Сент-Луїс        | Скоттрейд-центр                        | —                   | Кейлані Джейден Сміт | —                 |                  |
| 15 липня 2020    | Норт-Літл-Рок    | Simmons Bank Arena                     | —                   | Кейлані Джейден Сміт | —                 |                  |
| 18 липня 2020    | Атланта          | Мерседес-Бенц Стедіум                  | —                   | Кейлані Джейден Сміт | —                 |                  |
| 21 липня 2020    | Маямі            | Американ-Ерлайнс-арена                 | —                   | Кейлані Джейден Сміт | —                 |                  |
| 25 липня 2020    | Тампа            | Реймонд Джеймс Стедіум                 | —                   | Кейлані Джейден Сміт | —                 |                  |
| 27 липня 2020    | Колумбія         | Colonial Life Arena                    | —                   | Кейлані Джейден Сміт | —                 |                  |
| 29 липня 2020    | Ґрінсборо        | Greensboro Coliseum                    | —                   | Кейлані Джейден Сміт | —                 |                  |
| 1 серпня 2020    | Філадельфія      | Лінкольн Файненшл філд                 | —                   | Кейлані Джейден Сміт | —                 |                  |
| 4 серпня 2020    | Піттсбург        | PPG Paints Arena                       | —                   | Кейлані Джейден Сміт | —                 |                  |
| 6 серпня 2020    | Юніверситі-Парк  | Bryce Jordan Center                    | —                   | Кейлані Джейден Сміт | —                 |                  |
| 8 серпня 2020    | Колумбус         | Ohio Stadium                           | —                   | Кейлані Джейден Сміт | —                 |                  |
| 12 серпня 2020   | Луїсвілл         | KFC Yum! Center                        | —                   | Кейлані Джейден Сміт | —                 |                  |
| 14 серпня 2020   | Клівленд         | Фьост Енерджі Стедіум                  | —                   | Кейлані Джейден Сміт | —                 |                  |
| 16 серпня 2020   | Гренд-Репідс     | Van Andel Arena                        | —                   | Кейлані Джейден Сміт | —                 |                  |
| 18 серпня 2020   | Лексінгтон       | Rupp Arena                             | —                   | Кейлані Джейден Сміт | —                 |                  |
| 21 серпня 2020   | Лендовер         | FedEx Філд                             | —                   | Кейлані Джейден Сміт | —                 |                  |
| 24 серпня 2020   | Баффало          | Ейч-Ес-Бі-Сі-арена                     | —                   | Кейлані Джейден Сміт | —                 |                  |
| 26 серпня 2020   | Олбані           | Times Union Center                     | —                   | Кейлані Джейден Сміт | —                 |                  |
| 29 серпня 2020   | Детройт          | Форд Філд                              | —                   | Кейлані Джейден Сміт | —                 |                  |
| 1 вересня 2020   | Оттава           | Канада                                 | Канадієн Тайр Центр | Кейлані Джейден Сміт | —                 | —                |
| 3 вересня 2020   | Квебек           | Канада                                 | Videotron Centre    | Кейлані Джейден Сміт | —                 | —                |
| 10 вересня 2020  | Торонто          | Канада                                 | Роджерс Центр       | Кейлані Джейден Сміт | —                 | —                |
| 14 вересня 2020  | Монреаль         | Канада                                 | Белл-центр          | Кейлані Джейден Сміт | —                 | —                |
| 17 вересня 2020  | Фоксборо         | Сполучені Штати Америки                | Жилетт Стедіум      | Кейлані Джейден Сміт | —                 | —                |
| 26 вересня 2020  | Іст-Ратерфорд    | Сполучені Штати Америки                | Мет-Лайф Стедіум    | Кейлані Джейден Сміт | —                 | —                |
| Всього           | Всього           | Всього                                 | Всього              | Всього               | —                 | —                |